# دایا (خواننده)
دایا (به انگلیسی: Daya) (زاده ۲۴ اکتبر ۱۹۹۸) خواننده و ترانه سرای آمریکایی است.
در ۵ فوریه ۲۰۱۶ ترانه‌ای با نام ناامیدم نکن (Don't let me down) و با صدای دایا و همکاری گروه دی جی د چینسموکرز منتشر شد. این آهنگ پنجمین تک آهنگ برتر ایالات متحده شد. همچنین در جدول ده آهنگ برتر کشورهای استرالیا، اتریش، کانادا، آلمان، نیوزیلند، سوئد و انگلستان جای گرفت.
در ۱۲ فوریه ۲۰۱۶، ناامیدم نکن اولین جایزه گرمی «بهترین رقص ضبط‌شده» را برای دایا به ارمغان آورد.
دایا با آلن واکر دیجی و ترانه نویس معروف نروژی تک آهنگ «قلب بر ذهن را در سال ۲۰۲۳ منتشر کرد و بعد واکر بعد از گذشت چند ماه آهنگ «Hide away» را ریمیکس کرد در تاریخ ۲۰۲۴.
اولین آلبوم رسمی دایا به نام خاموش بنشینم و زیبا دیده شوم (sit still , look pretty) منتشر شده است.